# Tympanoplastiek
Tympanoplastiek is het herstel van een trommelvlies en/of van de keten van gehoorbeentjes in het middenoor door een microscopische operatie. Het trommelvlies of de gehoorbeentjes kunnen door meerdere oorzaken beschadigd zijn. Deze beschadigingen van het trommelvlies of de gehoorbeentjes leiden lang niet altijd tot doofheid of gehoorverlies, maar wanneer dat wel zo is, kán tympanoplastiek hier verbetering in brengen.

## Anatomie en functie
Het trommelvlies bevindt zich in het oor. Geluidstrillingen arriveren door de buitenste gehoorgang bij het trommelvlies, dat mee gaat trillen. De trillingen van het trommelvlies worden overgebracht op een keten van de drie zeer kleine gehoorsbeentjes: achtereenvolgens van de hamer op het aambeeld en ten slotte de stijgbeugel. De trillingen worden vanaf de stijgbeugel doorgegeven aan het slakkenhuis, waar ze uiteindelijk geanalyseerd worden.

## Redenen om tympanoplastiek toe te passen
Wanneer er een gat in het trommelvlies zit, waardoor de geluidsgolven niet voldoende doorgegeven worden, of wanneer de gehoorbeentjes de trillingen niet meer doorgeven, omdat ze stuk zijn of met elkaar vergroeid zijn, kan een chirurgische ingreep dit probleem verhelpen.
Oorzaken kunnen zijn: (meerdere) oorontstekingen, waardoor het trommelvlies en/of de gehoorbeentjes beschadigd raakten, een explosie of zeer luid geluid waardoor het trommelvlies stukgaat, of een ander ongeluk waarbij het trommelvlies verscheurt. Er bestaat bovendien een erfelijke ziekte, waarbij de gehoorbeentjes langzamerhand aan elkaar vergroeien (deze ziekte heet otosclerose). Mensen met deze ziekte worden langzaam slechthorend, maar kunnen tegenwoordig met een tympanoplastiek vaak goed behandeld worden.

## Soorten tympanoplastiek
Als het trommelvlies is beschadigd, is het mogelijk om het gaatje dicht te maken. Er wordt een stukje kraakbeen en/of kraakbeenvlies van de gehoorgang of oorschelp maar vaker nog een spierkapselvlies van een nabijgelegen spier onder het gaatje gelegd. Men kan ook een donortrommelvlies (al dan niet met de hamer) gebruiken om het gaatje dicht te maken. Dit wordt myringoplastiek genoemd als het alleen om het trommelvlies gaat.
Defecten ter hoogte van de gehoorbeentjes kunnen gerepareerd worden. Dit kan door een beentje te vervangen door donorbeentjes of kunststof prothesen, ook het eigen aambeeld van de patiënt kan soms gebruikt worden door het uit te nemen en om te vormen tot een 'nieuw' aambeeld passend tussen hamer en stijgbeugel. Dit wordt ossiculoplastiek genoemd als het alleen om de beentjes gaat.
Indien zowel het trommelvlies als de beentjes hersteld worden spreken we van tympanoplastiek.
In alle gevallen gaat het om een operatie die met behulp van een microscoop uitgevoerd wordt binnen een zeer klein operatiegebied. De operatie kan via de gehoorgang of via een insnede achter de oorschelp gebeuren, afhankelijk van de anatomie en de schade.

## Resultaat
In meer dan de helft van de gevallen leidt een dergelijke operatie tot herstel van het gehoor (in meerdere of wat mindere mate). Vaak is het eindresultaat nog niet meteen na de operatie duidelijk. Als de operatie niet gelukt is, is soms een her-operatie nog een optie.